# 种畜场 (内蒙古)
种畜场，是中国内蒙古自治区兴安盟扎赉特旗下辖的一个乡镇级行政单位。

## 行政区划
种畜场共辖以下地区：
塔西嘎查委会、西胡日台嘎查委会、白音化嘎查委会。